# Apache OpenOffice Draw
Apache OpenOffice Draw is een bewerker voor vectorafbeeldingen, vergelijkbaar met CorelDraw en is deel van het Apache OpenOffice-kantoorsoftwarepakket. OpenOffice Draw biedt de mogelijkheid om veelzijdige "verbindingen" te leggen tussen vormen, die in verschillende lijnstijlen en diagrammen beschikbaar zijn.
Het is een tekenprogramma waarmee men zowel eenvoudige diagrammen als complexe dynamische 3D-afbeeldingen met verscheidene speciale effecten kan ontwerpen.
OpenOffice Draw is beschikbaar onder de GNU Lesser General Public License en is bijgevolg vrije software.

## Open clip art-bibliotheek
OpenOffice-gebruikers kunnen de "Open Clip Art-bibliotheek" installeren. Dit voegt een grote collectie van vlaggen, logo's en iconen toe. Hiervan kan gebruik worden gemaakt voor presentaties en tekenprojecten. Onder andere de Linuxdistributies Debian en Ubuntu bieden kant-en-klare Open Clip Art-pakketten aan. Deze pakketten zijn makkelijk te downloaden en te installeren via de online softwarebronnen van de distributies.

## Draw en het SVG-formaat
Met de toenemende populariteit van het SVG-formaat, wordt de mogelijkheid om SVG-bestanden te importeren en exporteren steeds belangrijker. In januari van 2008 ondersteunt OpenOffice het exporteren naar het SVG-formaat, echter met enkele beperkingen die nog verholpen moeten worden. De SVG-importeerfilter is nog sterk in ontwikkeling en vereist installatie van een Java Virtual Machine.
Dankzij de evolutie en ontwikkeling van SVG-filters kunnen gebruikers met Draw de grote verzameling van SVG-bestanden uit de Open Clip Art-bibliotheek bewerken. Zo hoeft de gebruiker geen bitmaps meer te gebruiken of over te stappen naar andere SVG-bewerkers zoals Inkscape.